# Hagfors

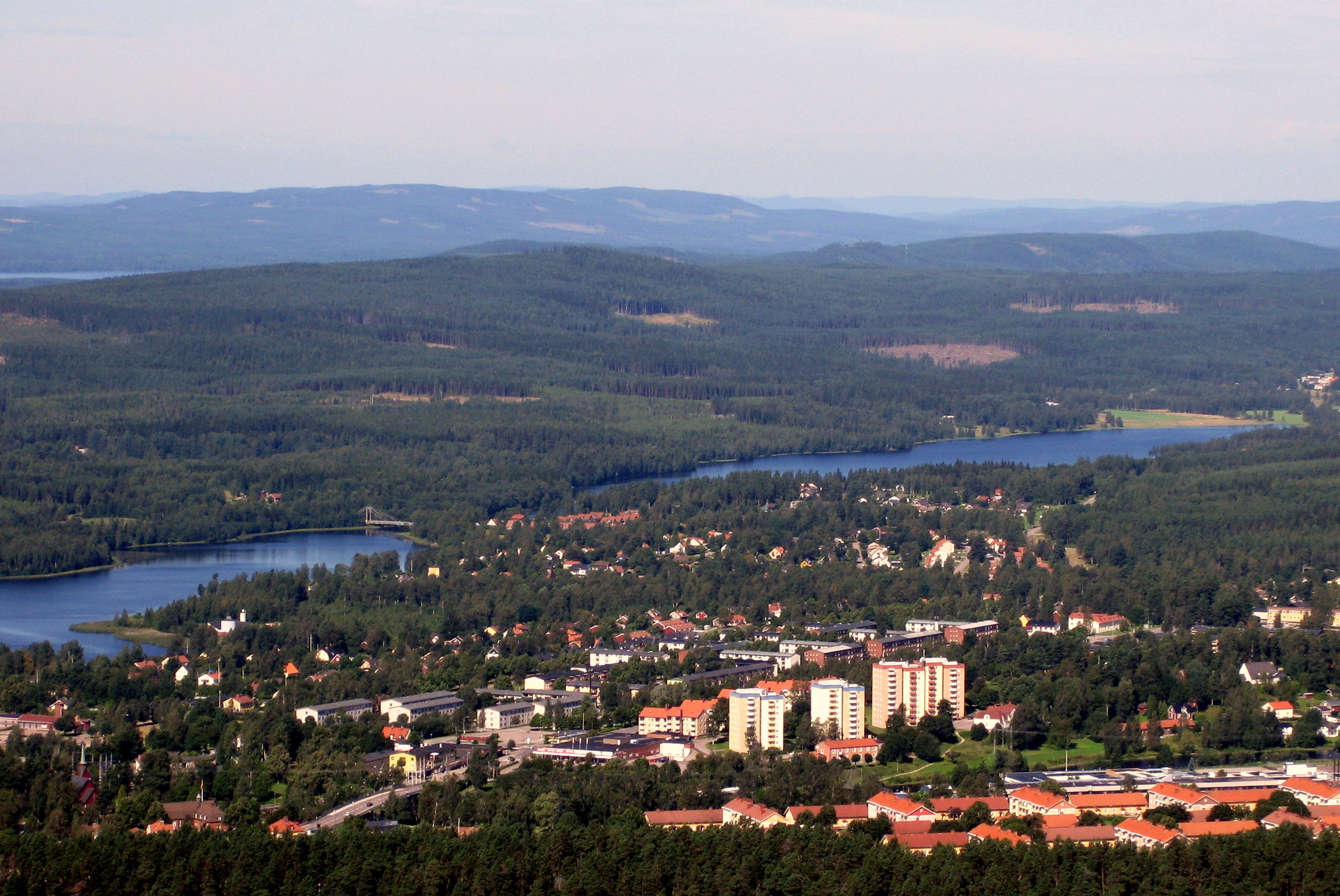
Luftbild der Stadt Hagfors

Hagfors ist ein Ort (Tätort) in der schwedischen Provinz Värmlands län und der historischen Provinz Värmland. Der Ort ist Hauptort der Gemeinde Hagfors und liegt am Fluss Uvån.
Durch das Gebiet um Hagfors führt die Rallye Schweden. Im Ort selbst befindet sich der Servicepark für die Rallye.

## Geschichte
1850 lebten im Gebiet des heutigen Hagfors ungefähr 120 Personen (19 Familien). 1876 wurde Hagfors als Ortsname eingetragen. Von 1940 bis 1950 gehörte Hagfors zur Kirchengemeinde Råda. Am 1. Januar 1950 wurde Hagfors eine eigenständige Stadt. 1974 wurde die Stadt zusammen mit anderen Orten Teil der neugeschaffenen Gemeinde Hagfors und Hagfors wurde Hauptort.

## Verkehr
Der nächste Flughafen ist der öffentliche Flugplatz Hagfors. Die ehemalige Eisenbahnlinie Nordmark–Klarälvens Järnvägar ist stillgelegt und abgebaut.

## Persönlichkeiten
In Hagfors wurden geboren:
- Ingemar Johansson (1924–2009), schwedischer Geher
- Monica Zetterlund (1937–2005), schwedische Sängerin und Schauspielerin
- Stefan Borsch (* 1947), schwedischer Sänger
- Christer Sjögren (* 1950), schwedischer Sänger
- Anders Åslund (* 1956), schwedischer Fußballspieler